# Биология (альбом)
«Биология» — четвёртый альбом украинской группы «ВИА Гра». Лидер продаж 2003 года в России.

## История альбома
Выпустив альбом «Стоп! Снято!» в апреле 2003 года, солистки пообещали поклонникам, что следующая их пластинка выйдет осенью того же года. Журналисты, однако, скептически отнеслись к этому заявлению, ожидая выход альбома минимум весной 2004. Однако 12 ноября 2003 года, всего через несколько месяцев после выхода альбома «Стоп! Снято!», третий русскоязычный студийный альбом группы был презентован в Москве, в Новом Манеже, в рамках выставки «Sony Dream World» и в течение нескольких следующих дней его развезли по московским музыкальным магазинам без предварительной рекламной кампании, вызвав недоумение у музыкальных критиков, как в таких условиях группа и лейбл Sony Music Russia собираются противодействовать пиратскому рынку.
Презентация титульной песни «Биология» состоялась в передаче «Тотальное шоу» на телеканале MTV Россия 14 ноября 2003 года, где солистка «ВИА Гры» Анна Седокова также озвучила название нового альбома.

## Об альбоме
«Биология» сделана по тому же принципу, что и предыдущая работа группы «Стоп! Снято!» — несколько песен плюс ремиксы. Однако, в отличие от предыдущего альбома, составленного из известных к моменту релиза треков, в «Биологии» было представлено несколько ранее неизвестных песен. Основной вокалисткой, как и в предыдущих двух альбомах группы, «Стоп! Снято!» и «Stop! Stop! Stop!», выступила Анна Седокова.

## Презентация
12 ноября 2003 года состоялся релиз альбома «Биология». В тот же день в Новом Манеже (Москва) прошла его презентация. Там же лейбл Sony Music Russia в лице её генерального директора Андрея Сумина и «ВИА Гра» получили награду «Золотой диск НФПФ» за предыдущие альбомы группы, «Стоп! Снято!» и «Попытка № 5». Вручал награду директор «НФПФ» Алексей Угринович. После презентации трио отправилось на гастроли с новой программой «Биология», в ходе которых с ноября 2003 года по май 2004 были даны более 100 концертов в России, Белоруссии, на Украине, в Казахстане, Латвии, Литве, Германии, Израиле и Эстонии. Параллельно с этими гастролями в Юго-Восточной Азии и Скандинавии проходили выступления в поддержку англоязычного альбома «Stop! Stop! Stop!».

## Коммерческий успех альбома
Несмотря на отсутствие предварительной рекламы, альбом вскоре стал лидером продаж Sony Music Russia, а позднее получил награду «Золотой диск» от НФПФ. Согласно российскому изданию журнала «Billboard», за первые 6 месяцев было продано более 1.300.000 копий данного альбома в СНГ.

## Варианты издания
Альбом вышел в обычном и коллекционном вариантах, в версии для Израиля, на обложке которой русские названия альбома и группы дублировались английскими, в версии для Украины, на мини-диске формата mp3, на аудиокассетах в России и на Украине, а также переиздан компанией CD Land в 2005 году в упрощенном варианте в России и на Украине.
Альбом вышел с двумя видами обложек — на одной Анна Седокова стоит и улыбается, как остальные солистки, а на второй версии обложки слегка нагнулась и удивленно смотрит вниз. Эти два варианта обложек также различаются фотографиями на развороте буклета.
Коллекционное издание включает в себя два диска — сам альбом и DVD с клипами «Океан и три реки» и «愛の罠/Убей мою подругу» («ВИА Гра в Японии»). Коллекционное издание содержит шестистраничный буклет и упаковано в слипкейс.

### DVDв коллекционном издании
| Название                                        | Музыка                          | Слова                           | Режиссёр          |
| ----------------------------------------------- | ------------------------------- | ------------------------------- | ----------------- |
| Океан и три реки (совместно с Валерием Меладзе) | Константин Меладзе, Юрий Шепета | Константин Меладзе              | Семён Горов       |
| «ВИА Гра в Японии» («愛の罠/Убей мою подругу»)  | Константин Меладзе              | Jun Shiobuki/Константин Меладзе | Владимир Пасичник |

## Критика
Альбом получил в основном позитивные отзывы критиков. Музыкальный журнал «Play», помимо заглавной песни альбома, отметил композиции «Мир, о котором я не знала до тебя» и «Продюсер». Однако издание посчитало, что с юмором девушки на этот раз переборщили. Елена Самойлова из журнала «Хит-парад» также отметила большое количество юмора и иронии в текстах, а также танцевальную направленность пластинки, назвав её «реверансом в сторону дискотечной публики». Основные нарекания у журналистов вызвало малое количество оригинальных композиций и большое количество ремиксов. Однако Маша П. из «Дни.ру» высоко оценила оба ремикса на «Биологию», добавив, что их «хочется слушать чуть ли не больше, чем оригинальный вариант. Злости в них, что ли, больше.» Музыкальный обозреватель «Газеты» Максим Кононенко раскритиковал Sony Music Russia за отсутствие предварительной рекламы диска, а сам альбом назвал «отменным» и «одним из самых ожидаемых публикой». Интернет-портал «Дни.ру» особо выделил две композиции — заглавную «Биология», которую сравнил с хитом «Good morning, папа!» и описал её как «нервная, жесткая песня […], посвященная главной проблеме участниц группы на их текущем жизненном этапе: колоссальной популярности и связанными с этим лишениями в личной жизни», и балладу «Мир, о котором я не знала до тебя». Песню «В этом ты профессор» сайт сравнил с песнями группы Secret Service, а «Продюсер» — с песнями ABBA. «Про такие песни писать, в общем-то, нечего. Их надо слушать, слушать, слушать» — заключили Дни.ру.

## Список композиций
| №  | Название                                        | Авторы                               | Длительность |
| -- | ----------------------------------------------- | ------------------------------------ | ------------ |
| 1  | Биология                                        | Константин Меладзе, Юрий Шепета      | 3:46         |
| 2  | Океан и три реки (совместно с Валерием Меладзе) | Константин Меладзе, Юрий Шепета      | 3:40         |
| 3  | Мир, о котором я не знала до тебя               | Константин Меладзе, Юрий Шепета      | 3:58         |
| 4  | Не надо                                         | Константин Меладзе, Юрий Шепета      | 2:59         |
| 5  | В этом ты профессор                             | Константин Меладзе, Юрий Шепета      | 3:57         |
| 6  | Продюсер                                        | Константин Меладзе, Юрий Шепета      | 4:04         |
| 7  | Биология (club mix by RainMan)                  | Константин Меладзе, RainMan          | 3:11         |
| 8  | Биология (jungle mix by RainMan)                | Константин Меладзе, RainMan          | 3:29         |
| 9  | Не надо (latin mix by RainMan)                  | Константин Меладзе, RainMan          | 2:58         |
| 10 | Не надо (dance mix by RainMan)                  | Константин Меладзе, RainMan          | 3:33         |
| 11 | Вот таки дела (версия песни «Я не поняла»)      | Константин Меладзе, Юрий Шепета      | 3:38         |
| 12 | Стоп! Стоп! Стоп! (upbeat version)              | Константин Меладзе, Владимир Бебешко | 3:51         |
| 13 | Стоп! Стоп! Стоп! (R&B version)                 | Константин Меладзе, Михаил Некрасов  | 3:52         |

## Участники записи
- Вокал — Анна Седокова, Надежда Грановская, Вера Брежнева
- Бэк-вокал — Константин Меладзе, Наталья Гура, Геннадий Крупник
- Co-продюсеры — Алексей «К.» Рузин (треки 7—13)
- Звукорежиссёр — Владимир Бебешко
- Продюсеры — Дмитрий Костюк, Константин Меладзе
- Саксофон — Игорь Рудый
- Скрипка — Иван «Грозный»
- Гитара — Стефан Василишин
- Продакт-менеджер — Юлия Секарева
- Фотограф — Владимир Максимов
- Дизайн — Владимир Пасичник, Юрий Задимидько

## Чарты
| Чарт (2003)   | Высшая позиция |
| ------------- | -------------- |
| Россия (НФПФ) | 1              |

## Награды
| Год  | Награды             | Номинированная работа                     | Категория                       | Результат |
| ---- | ------------------- | ----------------------------------------- | ------------------------------- | --------- |
| 2003 | НФПФ                | Альбом «Биология»                         | Золотой диск                    | Победа    |
| 2003 | «Песня года»        | Песня «Океан и три реки»                  | Песня года                      | Победа    |
| 2003 | «Золотой граммофон» | Песня «Океан и три реки»                  | Статуэтка «Золотого граммофона» | Номинация |
| 2004 | «Песня года»        | Песня «Биология»                          | Песня года                      | Победа    |
| 2004 | «Премия Муз-ТВ»     | Песня «Океан и три реки»                  | Лучший дуэт                     | Победа    |
| 2004 | «RMA»               | Песня «Вот таки дела»                     | Лучшая группа                   | Номинация |
| 2004 | «RMA»               | Песня «Вот таки дела»                     | Лучший артист                   | Номинация |
| 2004 | «Стопудовый хит»    | Песня «Биология»                          | Статуэтка «Стопудового хита»    | Победа    |
| 2005 | «Песня года»        | Песня «Мир, о котором я не знала до тебя» | Песня года                      | Победа    |
| 2005 | «Песня года»        | Песня «Не надо»                           | Песня года                      | Номинация |